# Albert Eduard Toepffer
Albert Eduard Toepffer (ur. 11 grudnia 1841 w Szczecinie, zm. 13 grudnia 1924 tamże) – niemiecki przemysłowiec.

## Życiorys
Toepffer pochodził z rodziny przedsiębiorców; jego ojcem był założyciel firmy Gustav Adolf Toepffer, bratem przemysłowiec Richard Toepffer. Toepffer rozpoczął praktykę handlową w 1858 roku, a w latach 1863/1864 uczęszczał do Wyższej Szkoły Tkactwa (Höhere Webschule) w Chemnitz. Początkowo został asystentem, a później dyrektorem zarządzającym manufaktury i hurtowni mody swojego ojca. Szczególnie interesowały go międzynarodowe wystawy przemysłowe. W 1853 roku założył pierwszą niemiecką manufakturę mat kokosowych, którą później przekształcił w fabrykę i rozbudował o tkalnię drutów. W 1880 r. zainicjował budowę sztucznej groty w pobliżu Jeziora Szmaragdowego, która służyła jako reklama cementowni. Po śmierci ojca w 1883 roku przejął także zarządzanie cementownią ojca. W 1896 roku założył fabrykę kamienia cementowego Comet w Grabowie koło Szczecina. W latach 1884–1891 był członkiem zarządu Związku Niemieckich Producentów Cementu Portlandzkiego (Verein Deutscher Portlandzement-Fabrikanten). Od 1898 był członkiem-założycielem Niemieckiego Stowarzyszenia Betonu (Deutscher Betonverein), a od 1920 jego honorowym przewodniczącym. W latach 1908–1923 był prezesem Stowarzyszenia Kupców Szczecińskich (Stettiner Kaufmannschaft).

## Życie prywatne
Miał siedmiu synów: Hansa (zmarł w wieku dziecięcym), Helmuta (ur. 1876), Fritza (ur. 1878), Bruna (ur. 1879), Roberta (ur. 1882), Petera (ur. 1884) i Wernera (ur. 1888).
Kolekcjonował dzieła włoskiej sztuki z okresu renesansu, był filantropem.